# Георги, Вальтер (пианист)
Вальтер Георги (нем. Walter Georgii; 23 ноября 1887, Штутгарт — 23 февраля 1967, Тюбинген) — немецкий пианист, музыковед и музыкальный педагог.
Сын Макса Теодора Георги (1855—1934), крупного предпринимателя в области страхования, с 1927 г. председателя наблюдательного совета страховой компании Allianz. Внук Теодора Георги, крупного деятеля немецкого физкультурного движения.
Окончил Штутгартскую консерваторию, ученик Макса фон Пауэра. В 1910 г. отправился в Санкт-Петербург для участия в Рубинштейновском конкурсе, после которого на два года задержался в России, преподавая в Воронеже в музыкальных классах местного отделения Русского музыкального общества (ныне Воронежский музыкальный колледж); концертировал в регионе как солист и ансамблист (в составе фортепианного трио с Эмилом Голым и Константином Миньяр-Белоручевым). Затем Георги получил приглашение возглавить музыкальную школу в Батуме, однако предпочёл вернуться в Германию, где изучал историю клавирной музыки в Галле. В 1914 г. защитил докторскую диссертацию, посвящённую фортепианным сочинениям Карла Марии фон Вебера и в том же году изданную в виде монографии (нем. Karl Maria von Weber als Klavier-komponist) издательством Breitkopf & Härtel. Затем обосновался в Кёльне, преподавал фортепиано в Кёльнской высшей школе музыки (в 1930—1938 гг. профессор) и других учебных заведениях. В 1946—1955 гг. профессор Мюнхенской высшей школы музыки.
Основной труд Георги — «История фортепианной музыки» (нем. Klaviermusik, Geschichte der Klaviermusik zu zwei und vier Händen von den Anfängen bis zur Gegenwart; 1941, 5-е издание 1976), исключительная по своей полноте и ясности.